# Veliki rumenočopasti kakadu
Veliki rumenočopasti kakadu (znanstveno latinsko ime Cacatua galerita). Kakadu živi v travnatih pokrajinah, grmičevju in gozdovih ob vodah. Zraste do 50 cm in teže do 975 g. Dočaka lahko starost do 60 let in več. Njegov kljun je zelo velik in je prilagojen tako da z zgornjim delom in jezikom drži orešček ali kaj podobnega s spodnjim delom ga pa odpira.